# Margarita (mineral)
La margarita (o Mica Margarita) es un mineral de la clase de los Silicatos, subgrupo Filosilicatos y dentro de ellos pertenece a las micas frágiles. Es un hidroxisilicato de calcio y aluminio. Como todas las micas frágiles, en su fórmula los iones mayoritarios son los de carga doble (en este caso Ca2+). Rara vez se observan sus cristales, más bien tiene aspecto de agregado de láminas de color rosa claro.
Del griego margarite, que significa perla, por su aspecto. Sinónimos muy poco usados en español son: corundelita y emerilita.

## Ambiente de formación
Aparece en rocas metamórficas, asociado al metamorfismo regional, principalmente en pizarras cloríticas y micasquistos. En estas rocas, se forma como producto de alteración de corindón, andalucita y otros minerales del aluminio.
Minerales normalmente asociados a la margarita en estos depósitos de esquistos son estaurolita y turmalina. También es común encontrarla en depósitos de esmeril.

## Localización, extracción y uso
Se encuentran agregados grandes color rosa en Estados Unidos, así como en depósitos de esmeril de Naxos (Grecia) y Esmirna (Turquía). En España se encuentra en la sierra de Guadarrama.
No se utiliza industrialmente, solo tiene interés científico y coleccionístico.